# Harald Cramér

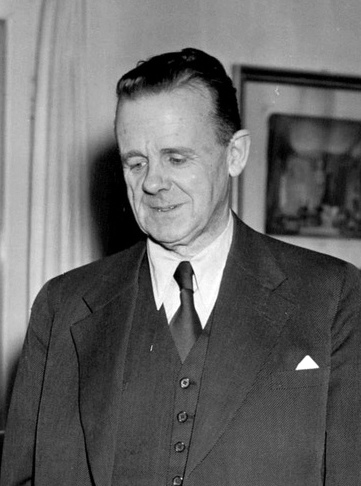
Harald Cramér

Harald Cramér ([kraˈmeːr]; Stockholm, 25 september 1893 – aldaar, 5 oktober 1985) was een Zweedse wiskundige, actuaris en statisticus die zich specialiseerde in wiskundige statistiek en probabilistische getaltheorie. Hij is door John Kingman omschreven als "een van de kanjers van de statistische theorie". Cramér ontwikkelde Cramérs V, een associatiemaat voor twee categorische variabelen, dit zijn variabelen die op nominale schaal gemeten zijn.

## Biografie

### Vroeg leven
Harald Cramér werd op 25 september 1893 in Stockholm geboren. Hij zou er de meerderheid van zijn leven blijven. Hij begon in 1912 aan een studie wiskunde en chemie aan de Universiteit van Stockholm. Tijdens deze studies was hij een onderzoeksassistent van een bekende chemicus, Hans von Euler-Chelpin, met wie hij tussen 1913 en 1914 zijn vijf eerste artikels publiceerde. Na zijn laboratoriumervaring legde hij zich volledig toe op wiskunde. Onder de supervisie van Marcel Riesz begon hij aan een doctoraatsstudie wiskunde, eveneens aan de universiteit van Stockholm. In 1917 behaalde hij een doctoraat voor zijn thesis "Over een klasse van Dirichletreeksen".

### Academische carrière
Na zijn doctoraat werkte hij als universitair docent wiskunde aan de universiteit van Stockholm van 1917 tot 1929. Aanvankelijk was Cramér sterk betrokken bij de vordering van analytische getaltheorie. Hij maakte ook belangrijke bijdragen vanuit statistische invalshoek met betrekking tot de verdeling van priemgetallen en priemtweelingen. Zijn gekendste artikel hierover draagt de titel "On the order of magnitude of the difference between consecutive prime numbers". Hierin toonde hij dat ook de kansrekening een aanzienlijke rol speelt in de getaltheorie en gaf hij een schatting voor priemgetalhiaten.
In de late jaren '20 raakte Cramér geïnteresseerd in de kansrekening, een tak van de wiskunde die toendertijd nog niet veel aanzien had en niet serieus genomen werd. Hij wist dat een radicale verandering nodig was, en schreef in 1926 in een artikel dat "Het concept van de kans moet op een zuiver wiskundige manier geïntroduceerd worden, van waaruit de fundamentele eigenschappen ervan en de heersende theorema's erover via zuiver wiskundige bewerkingen afgeleid kunnen worden."
Cramér interesseerde zich rond de vroege jaren '30 voor de rigoreuze, zuiver wiskundige formulering van waarschijnlijkheid in het werk van Franse en Russische wiskundigen als Andrej Kolmogorov, Paul Lévy, Aleksandr Khintsjin en Sergej Bernstein. Hij droeg aanzienlijk bij aan de revolutie in waarschijnlijkheidstheorie. Hij schreef zijn studie van het deelgebied in zijn Cambridgepublicatie "Random variables and probability distributions", hetgeen in 1937 verscheen (met een tweede editie in 1962 en een derde editie in 1970). Kort na de Tweede Wereldoorlog, in 1946, publiceerde Cramér het invloedrijke "Mathematical Methods of Statistics". Met dit boek toonde hij dat "statistiek als vakgebied zowel op een corpus van goed onderbouwde wiskundige analyse als op Fisheriaanse intuïtie steunde". Zijn boek "Elements of Probability Theory and Some of its Applications" introduceert de kansrekening op een fundamenteler niveau dan Mathematical Methods of Statistics.
In 1929 kreeg Cramér een nieuw gecreëerde positie aan de universiteit van Stockholm, waar hij de eerste Zweedse professor van Actuariële Wiskunde en Wiskundige Statistiek werd. Hij behield deze aanstelling tot 1958. Tijdens deze benoeming was hij een doctoraatsadviseur voor tien studenten, waarvan Herman Wold en Kai Lai Chung de meest prominente zijn. In 1950 werd hij tot Fellow of the American Statistical Association verkozen. Vanaf datzelfde jaar nam hij extra verantwoordelijkheid op zich en werd hij de president van de universiteit. In 1958 werd hij zelfs tot kanselier van het hele Zweedse universiteitssysteem benoemd. Hij ging op pensioen van het universiteitsleven in 1961.

### Actuariële carrière
Een groot deel van Cramérs werk handelde over actuariële wetenschap en verzekeringswiskunde. Tussen 1920 en 1929 was hij ook actuaris voor het levensverzekeringenbedrijf Svenska livförsäkringsbolaget. Na zijn werk voor dit bedrijf schakelde hij over naar Återförsäkringsaktiebolaget Sverige, een herverzekeringsbedrijf, waar hij werkte tot 1948. Hij bleef consultant bij Sverige van 1949 tot 1961. Later werd hij tot Erepresident van het Zweedse Actuarissengenootschap (Svenska Aktuarieföreningens, afgekort SAf) verkozen.
Hij stond ook bekend voor grondleggend werk in verzekeringsrisicotheorie.

### Later leven
Cramér bleef een twintigtal jaar bijdragen aan zijn professionele carrière. Na zijn pensioen in 1961 werd hij zeer bedreven in onderzoek, waartoe hij vanwege zijn kanselierschap niet veel kans toe gehad had. Tussen 1961 en 1983 reisde hij doorheen Europa en de Verenigde Staten om zijn onderzoek verder te zetten, met Berkeley, Princeton en het Research Triangle Institute als belangrijke stopplaatsen. Ini 1972 ontving hij een eredoctoraat van Heriot-Watt University.

## Persoonlijk leven
Harald Cramér trouwde in 1918 met Marta Hansson; ze bleven tot haar dood in 1973 samen. Hij verwees vaak naar haar als zijn "geliefde Marta". Ze kregen drie kinderen: een dochter genaamd Marie-Louise en twee zoons, Tomas en Kim.

## Voetnoten
1. 1 2  Kingman 1986, p. 186.
2. ↑  Cramér, Harald, On the order of magnitude of the difference between consecutive prime numbers 23–46 (1936).
3. ↑  Kendall 1986, p. 211.
4. ↑  Blom 1987, p. 1340.
5. ↑  Cramér, H. (1999). Mathematical Methods of Statistics. Princeton University Press. ISBN 0-691-00547-8.
6. ↑  Kuhn, Harold W. (1955). Review of The Elements of Probability Theory and Some of its Applications by Harald Cramér. Physics Today 8 (10). DOI: 10.1063/1.3061792.
7. ↑  Heyde, Seneta 2001, p. 442.